# Gustaf Eneström
Gustaf Hjalmar Eneström (født 5. september 1852 i Nora, død 9. juni 1923 i Stockholm) var en svensk matematiker, statistiker og bibliograf.
Eneström studerede ved universitetet i Uppsala og ansattes 1879 som amanuensis ved det Kongelige Bibliotek i Stockholm. I matematikken har han mest beskæftiget sig med fagets historie, som han har behandlet i afhandlinger i forskellige tidsskrifter; han er stifter og udgiver af Bibliotheca mathematica, tidsskrift for de matematiske videnskabers historie. Eneström har desuden skrevet om 
matematikkens anvendelse på statistikken (i "Öfversigt af Vetenskapsakademiens förhandlingar") og om forsikringsteknik; endelig har han gjort et stort forberedende arbejde for bibliografien over Sveriges matematiske litteratur. Han blev udnævnt til æresdoktor ved Lunds Universitet ved dettes 250-årsfest i 1918.